# Медведів Тимофій Данилович
Тихон Микитович Медве́дєв (або Медве́дів) (1909 — 1943 року) — бандурист, артист, учасник Полтавської капели бандуристів з 1932 року та об'єднаної Київської капели бандуристів з 1935 року. Мобілізований під час війни. Рядовий. Зник безвісти у 1943 році.